# 賴訥山
47°6′7″N 12°21′47″E / 47.10194°N 12.36306°E

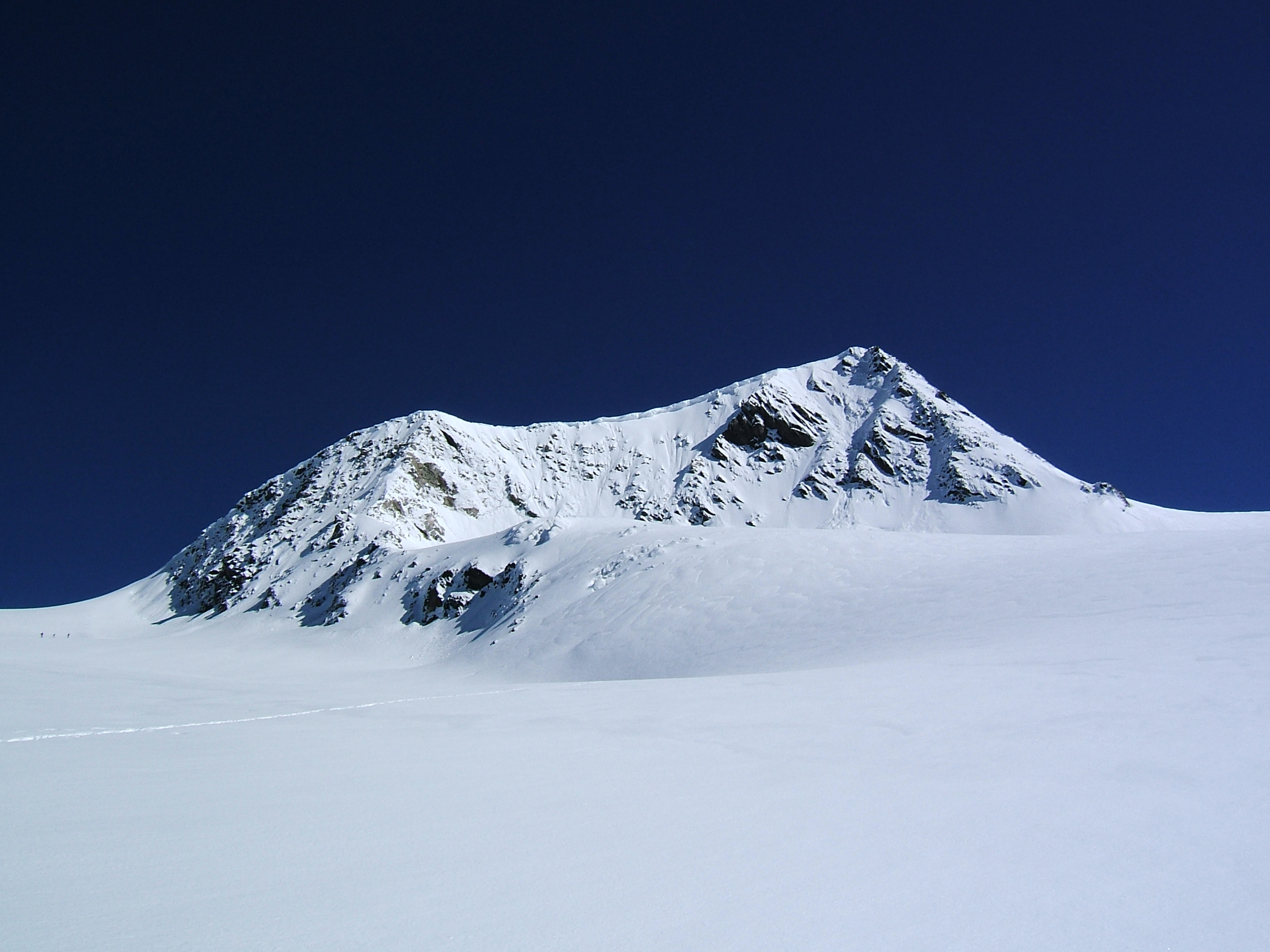

賴訥山（德語：Rainerhorn），是奧地利的山峰，位於該國西部，由蒂羅爾州負責管轄，屬於維內迪傑山脈的一部分，海拔高度3,559米，每年平均降雨量1,971毫米。